# Deux fois cinquante ans de cinéma français
Pour plus de détails, voir Fiche technique et Distribution.
Deux fois cinquante ans de cinéma français est un documentaire franco-britannico-suisse réalisé par Jean-Luc Godard et Anne-Marie Miéville, sorti en 1995.
Ce film est issu d'une commande de la télévision britannique. Comme son titre l'indique, ce documentaire tente de relater ou plutôt d'évoquer le premier siècle du cinéma français. 
Dans une première partie, dans un palace un peu froid et désuet, Godard se met en scène lui-même, lors d'une conversation à bâtons rompus, avec le président d'une association (Michel Piccoli) chargée d'organiser la commémoration autour du premier siècle du cinématographe. Ou de la commercialisation du cinématographe.
Dans une deuxième partie, le président de l'association, rencontre différents personnages du palace et tente, en vain, de les interroger sur l'histoire du cinéma. Il constate, amèrement, que l'histoire du cinéma s'est perdu et que grooms et domestiques n'ont aucune référence culturelle...
Dans une troisième et dernière partie, les auteurs présentent différents ouvrages essentiels de la théorie cinématographique, à travers un montage, très proche des histoire(s) du cinéma. Quelques photographies auctoriales se mêlent harmonieusement avec des intertitres présentant des citations d'auteurs et de cinéastes (Bresson, etc.)

## Fiche technique
- Titre : Deux fois cinquante ans de cinéma français
- Réalisateur : Jean Luc Godard, Anne-Marie Mieville
- 1er asst réalisateur : Gilbert Guichardière
- Régisseur général : Philippe Saal
- Ingénieur du son : Stéphane Thiébaud
- Assistante opérateur : Isabelle Czajka
- Pays d'origine :  France /  Royaume-Uni /  Suisse
- Production : Periphéria, Vega Films, BFI (British Film Institute).
- Durée : 51 min.

## Distribution
- Jean-Luc Godard : lui-même
- Michel Piccoli : lui-même
- Cécile Reigher : Serveuse 1
- Esthelle Grynspan : Serveuse 2
- Dominique Jacquet : Cliente
- Patrick Gillieron : Marmiton
- Xavier Jougleux : Serveur 2
- Fabrice Dierx-Benard : Serveur 1